# Schlacht von Somosierra
Bailén –  Roliça – Vimeiro – Saragossa (1808) – Burgos (Gamonal) – Medina de Rioseco – Espinosa –  Tudela – Somosierra – Saragossa (1809) – La Coruña – Torres Vedras – Valls – Braga – Oporto – María – Talavera – Ocaña – Gerona – Ciudad Rodrigo (1810) – Buçaco – Gévora – Barrosa – Badajoz (1811) – Fuentes de Oñoro – La Albuera – Tarragona (1811) – Sagunt (Murviedro) – Ciudad Rodrigo (1812) – Badajoz (1812) –  Majadahonda – Salamanca – García Hernández –  Venta del Pozo – Vitoria – 
Sorauren – San Sebastián – Bidassoa
Die Schlacht von Somosierra fand am 30. November 1808 im Rahmen der Napoleonischen Kriege auf der Iberischen Halbinsel statt. Eine vereinte französisch-napoleonischspanisch-polnische Armee unter dem Kommando von Napoleon Bonaparte erzwang sich gegen eine spanische Division den Durchmarsch durch die Sierra de Guadarrama, wo die Franzosen von einem direkten Angriff auf Madrid abgehalten werden sollten. Am Puerto de Somosierra in der Nähe des gleichnamigen Dorfes Somosierra, etwa 100 Kilometer nördlich von Madrid, unternahm die stark in Unterzahl kämpfende Abteilung regulärer spanischer Soldaten, unterstützt durch Freiwillige und Artillerie, unter dem Kommando von Benito de San Juan den Versuch, Napoleons Vormarsch auf die spanische Hauptstadt zu stoppen. Durch kombinierte Angriffe polnischer Ulanen, französischer Chevaulegers und der Garde impériale überrannte Napoleon die spanischen Stellungen während die französische Infanterie an den Hängen vorrückte. Durch den französischen Sieg wurde das letzte Hindernis vor Madrid aus dem Weg geräumt; die spanische Hauptstadt fiel wenige Tage später.

## Hintergrund
Die französische Invasion Spaniens hatte am 31. Oktober 1808 mit der Schlacht von Zornoza begonnen. Bis Ende November 1808 hatte die französische Grande Armée beide Flügel der spanischen Volksarmee überrannt und zerstört. Um die Rückeroberung Spaniens zu sichern, marschierte Napoleon mit 40.000 Mann gen Madrid. General San Juan rekrutierte auf die Schnelle aus Milizen, Reservisten und den Resten regulärer Regimenter, die sich aus den verlorenen Schlachten noch sammelten, eine Armee von etwa 12.000 Mann, um Madrid zu verteidigen. Um den Anmarsch der Feinde bestmöglich zu überwachen, teilte San Juan seine zahlenmäßig ohnehin bereits hoffnungslos unterlegenen Kräfte noch weiter auf. Auf seinen Befehl hin wurden 9.000 Mann nach Westen zum Schutz des Guadarrama Passes gesandt, während 3.000 Mann den Außenposten bei Sepúlveda besetzten. So verblieben nur 9.000 Mann und 16 Kanonen zur Verteidigung der Höhen von Somosierra. Das Gelände und die Unnachgiebigkeit der Spanier gewährten anfänglich trotz ihrer zahlenmäßigen Unterlegenheit den Verteidigern Vorteil. Am Abend des 28. November schlug die Brigade bei Sepúlveda, bestehend aus dem 3. Bataillon der wallonischen Garde, Regimentern aus Jaén und Irland sowie dem 1. Freiwilligenbataillon aus Sevilla, einen Angriff zweier französischer Füsilierregimenter unter dem Kommando von General Savary zurück. Allerdings mussten die Spanier sich bei zunehmender Dunkelheit zurückziehen, nachdem ihre Kavallerie von einem Kavallerieregiment unter General Lasalle geschlagen worden war. Am Morgen des 30. November dirigierte Napoleon seine Infanterie direkt in Richtung des Passes, während kleinere Detachements die Flanken umschlichen. Unter gegenseitigem Musketenfeuer machten die Franzosen langsame doch merkliche Fortschritte in Richtung der spanischen Kanonen.

## Schlacht

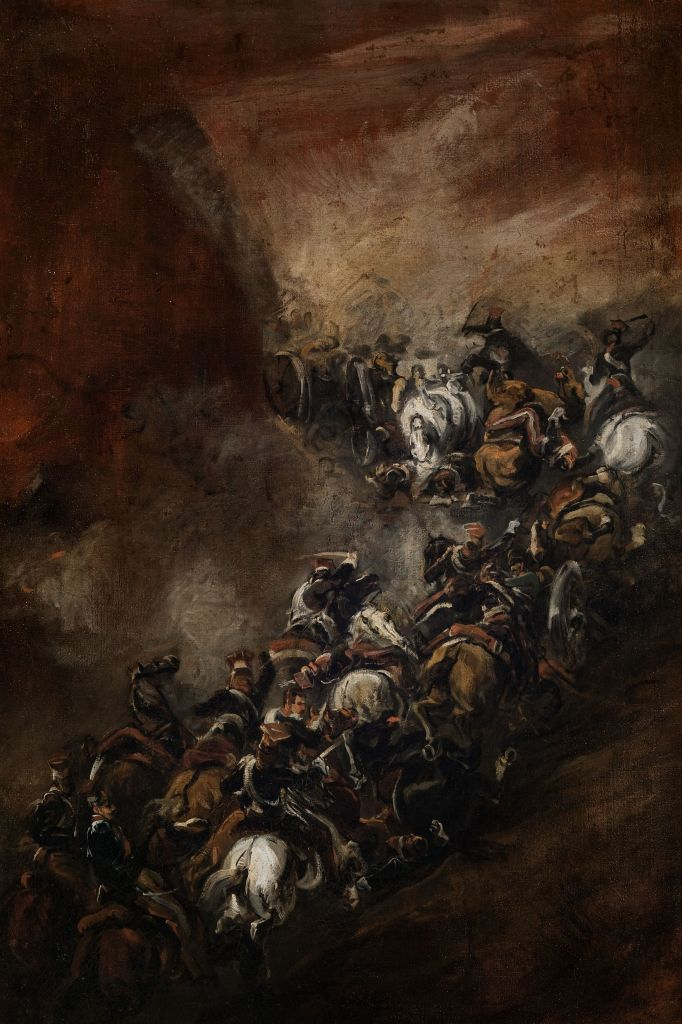
Schlacht von Somosierra, Gemälde von Piotr Michałowski, etwa 1837, Öl auf Leinwand im Nationalmuseum in Krakau.

Da die spanischen Kräfte durch Infanterieumgruppierung nicht so einfach umfasst werden konnten, Napoleon aber ungeduldig auf Fortschritte drängte, befahl er seinen polnischen Reitern eine Schwadron von 125 Mann bei einem Angriff auf die Spanier und ihre befestigen Artilleriestellungen zu eskortieren. Durch weitere Verstärkungen wuchs die Zahl der Angreifer auf insgesamt 450 Mann, wobei diese zusätzlichen Männer erst später in die Schlacht eingriffen. Allerdings schloss sich der Zug von Niegolewski, der gerade von einer Aufklärungsmission zurückkehrte, diesem Angriff an. Es bleibt unklar, ob bei dem Angriff nur Frontlinientruppen mit Säbeln beteiligt waren oder alle Soldaten der jeweiligen Einheiten. Schriftliche Befehle gingen von Napoleon jedenfalls nicht aus. Jan Kozietulski, der an diesem Tag die 3. Schwadron befehligte, erwähnte, dass er „Lekka jazda kłusem!“ („Leichte Kavallerie im Trab!“) gerufen hatte und – bei der Passage der kleinen Brücke – „En avant, Vive l’Empereur!“ („Vorwärts, lang lebe der Kaiser!“) ergänzt hatte. Einige Autoren sind der Ansicht, dass Napoleon nicht recht bei Trost gewesen sei, als er den polnischen Reitern befohlen habe, über extrem schwieriges Terrain über mehrere Kilometer hinweg einen Sturmangriff auf Batterien mit 16 Kanonen durchzuführen. Andere wiederum nehmen an, dass Napoleon nur die Einnahme der nächstgelegenen Batterie befohlen habe, um den Weg für seine Infanterie freizumachen, und dass Kozietulski den Befehl missverstanden habe. Nachdem der Angriff nun begonnen hatte, blieb den Chevauxlégers unter dem Feuer aus der zweiten Batterie keine andere Wahl mehr, als die Attacke weitervoranzutreiben, da sich die Pferde bereits zur Höchstgeschwindigkeit gesteigert hatten und nicht mehr anhalten konnten. Sie nahmen auch die zweite und die dritte Batterie ein, doch nur wenige Reiter erreichten die letzte Batterie und die Spanier setzten zur Rückeroberung zum Gegenangriff an. Hier sah Napoleon seine Chance gekommen und sandte weitere Schwadronen.

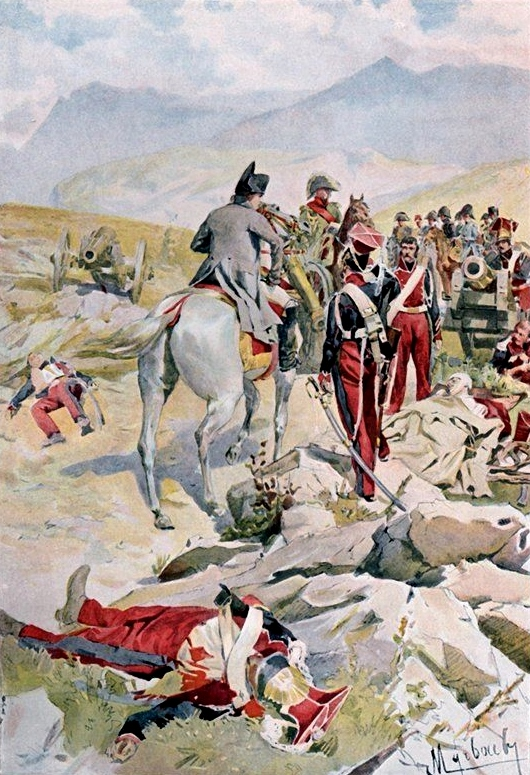
Napoleon in Beratung mit polnischen Soldaten auf einem Gemälde von Myrbach.

Benito de San Juan hatte seine 16 Kanonen in vier Batterien arrangiert. Einige Quellen, die hauptsächlich auf Erinnerungen von französischen Offizieren basieren, berichten davon, dass die Spanier alle ihre Kanonen an der Spitze des Somosierra Passes platziert hatten. Jedenfalls konnten diese Kanonen, die eine Reichweite von nur 600 bis 800 Meter hatten, den Großteil der französischen Armee nicht erreichen; in einigen Berichten ist auch die Rede davon, dass Napoleon selbst zeitweilig unter Artilleriefeuer gelegen hätte. Die erste Batterie verteidigte den Eingang zum Somosierra-Pass, zwei weitere deckten die Winkel des Passes und die vierte stand nur auf den Höhen. Es wird angenommen, dass alle Batterien aus vier Kanonen bestanden, und spätere Berichte, wonach der Pass zu eng gewesen sei, als dass dies möglich gewesen wäre, sollten nicht ernst genommen werden. Das 13. Bulletin der spanischen Armee erwähnte, dass die Chevaulegers von General Louis-Pierre Montbrun befehligt worden seien. Sowohl die oben genannten polnischen Teilnehmer des Sturmangriffs als auch Oberstleutnant Pierre Dautancourt, einer der französischen Ausbilder der Einheit, betonten in ihren Berichten jedoch, dass dies nicht der Fall gewesen sei. Dautancourt erwähnte, dass Montbrun in Gesprächen mit ihm über diese Behauptung gelacht hätte. Erst der französische Historiker Adolphe Thiers ließ Montbrun die Ehre, den Sturmangriff angeführt zu haben, zuteilwerden, was bei den überlebenden polnischen Teilnehmern der Schlacht auf Widerspruch stieß. Der damalige Hauptmann Philippe de Ségur hielt in seinem Memoiren fest, dass er den Angriff angeführt habe, doch wurden seine Darstellungen wiederholt als unglaubwürdig beschrieben und auch Dautancourt und die Polen bestritten seine Teilhabe.

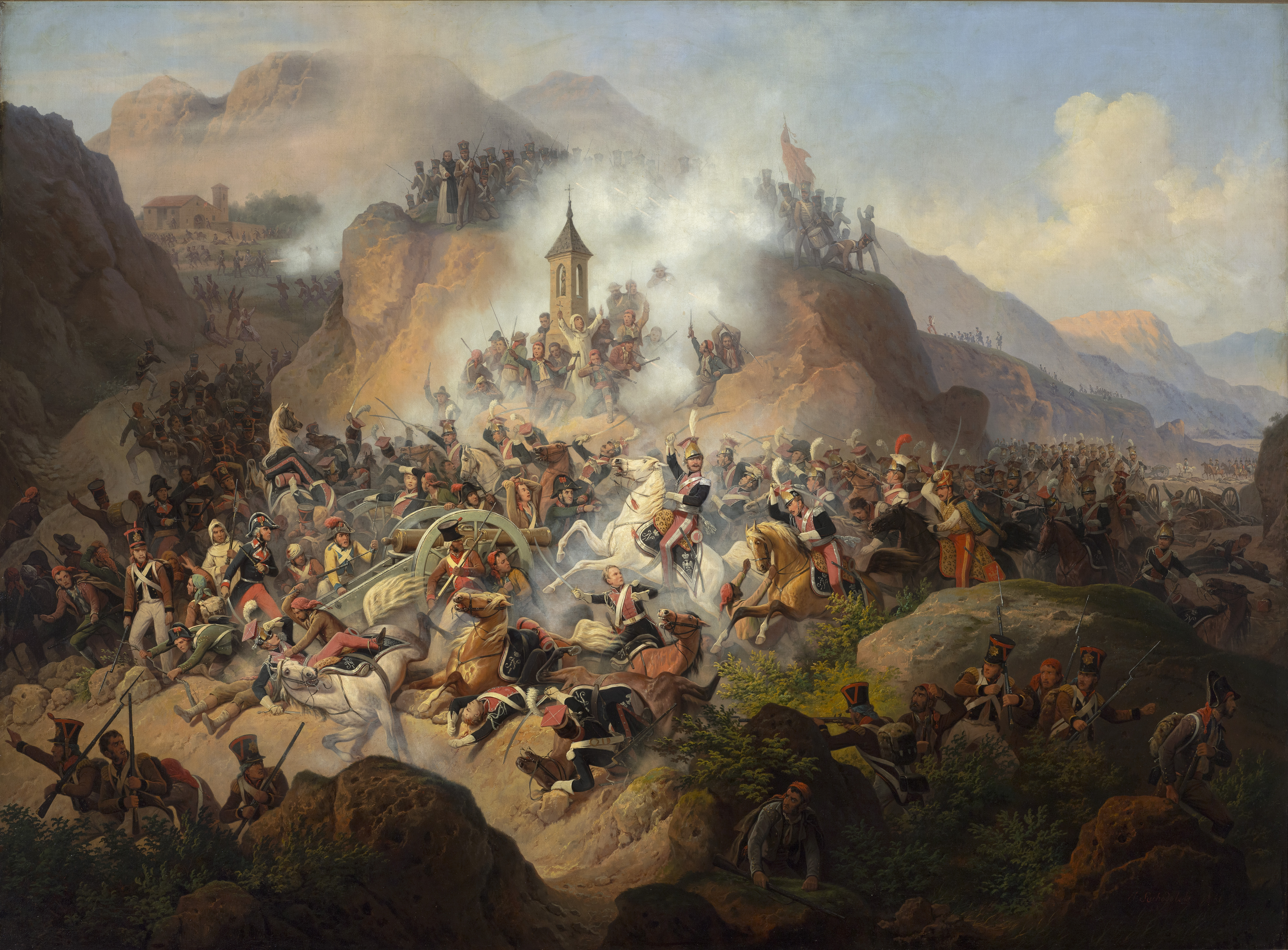
Somosierra, von January Suchodolski, 1860

Der Angriff wurde von Kozietulski, doch verlor er sein Pferd nach der Einnahme der ersten Batterie. Der Schwadron schloss sich dann Leutnant Andrzej Niegolewski an, der zuvor mit seinen Soldaten die Aufklärungsmission angeführt hatte. Der Angriff wurde unter Dziewanowski fortgesetzt, der von Piotr Krasiński ersetzt wurde, nachdem er nach Einnahme der dritten Batterie von seinem Pferd gefallen war. Der Angriff auf die letzte Batterie wurde von Niegolewski angeführt, der wundersamerweise eine heftige Attacke spanischer Verbände, bei der er neun Bajonettwunden und zwei Schüsse aus Karabinern in den Kopf hatte einstecken müssen, überlebt hatte.
Zahlreichen Memoiren von Veteranen der Schlacht zufolge führte Kozietulski seine Männer mit dem offiziellen Schlachtruf Vive l’Empereur in den Kampf. Allerdings besagt eine beliebte Legende, dass der wahre Schlachtruf die polnischen Worte Naprzód psiekrwie, Cesarz patrzy gewesen seien – „Vorwärts verdammt, der Kaiser sieht zu“.
Nachdem die vierte Batterie eingenommen war, befahl Napoleon seinen Chasseurs de la Garde und der ersten Schwadron der Polen unter Tomasz Łubieński, den Angriff fortzusetzen und die Spanier aus dem Pass zu vertreiben. Łubieński versuchte, den ganzen Ruhm für sich selbst in Anspruch zu nehmen und die Rolle der dritten Schwadron herunterzuspielen, wohingegen Niegolewski aufzeigen wollte, dass er die Kanonen eingenommen habe und es Łubieński daher leicht gehabt habe, da die Spanier ihn nur „mit Süßigkeiten“ beschossen hätten.

## Auswirkungen der Sturmangriffe

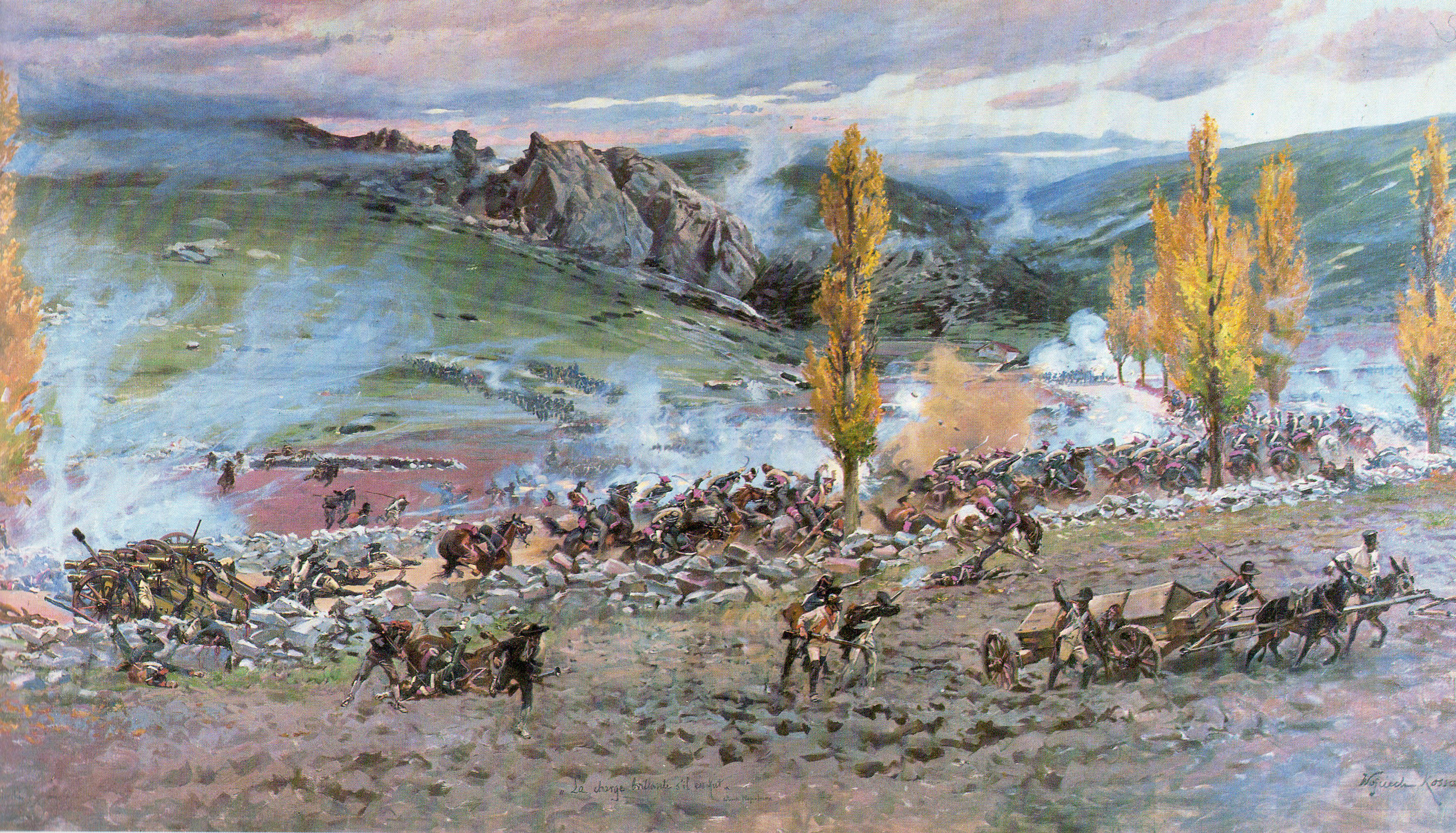
Der Angriff, Teil des unvollendeten Panorama-Gemäldes von der Schlacht von Wojciech Kossak und Michał Wywiórski.

Das 13. Bulletin der spanischen Armee erwähnte die führende Rolle der polnischen Chevaulégers bei der Schlacht. Allein durch einen einzigen Kavallerieangriff konnten alle vier Batterien erobert werden, auch wenn die französische Infanterie nahe genug gewesen wäre, um den Angriff zu unterstützen. Der Sturmangriff führte zur Massenflucht der spanischen andalusischen irregulären Miliz und damit letztlich zum Rückzug der gesamten Armee. Spanische Artilleristen zogen den Tod dem Rückzug vor – aber kein polnischer Bericht erwähnte einen Kampf mit spanischer Miliz. Die Milizionäre verließen einfach ihre Position, nachdem sie gesehen hatten, wie scheinbar leicht die Polen die Artilleriepositionen eroberten – jedoch konnten sie im Rauch nicht sehen, wie wenige Polen tatsächlich voranritten.

## Nachspiel

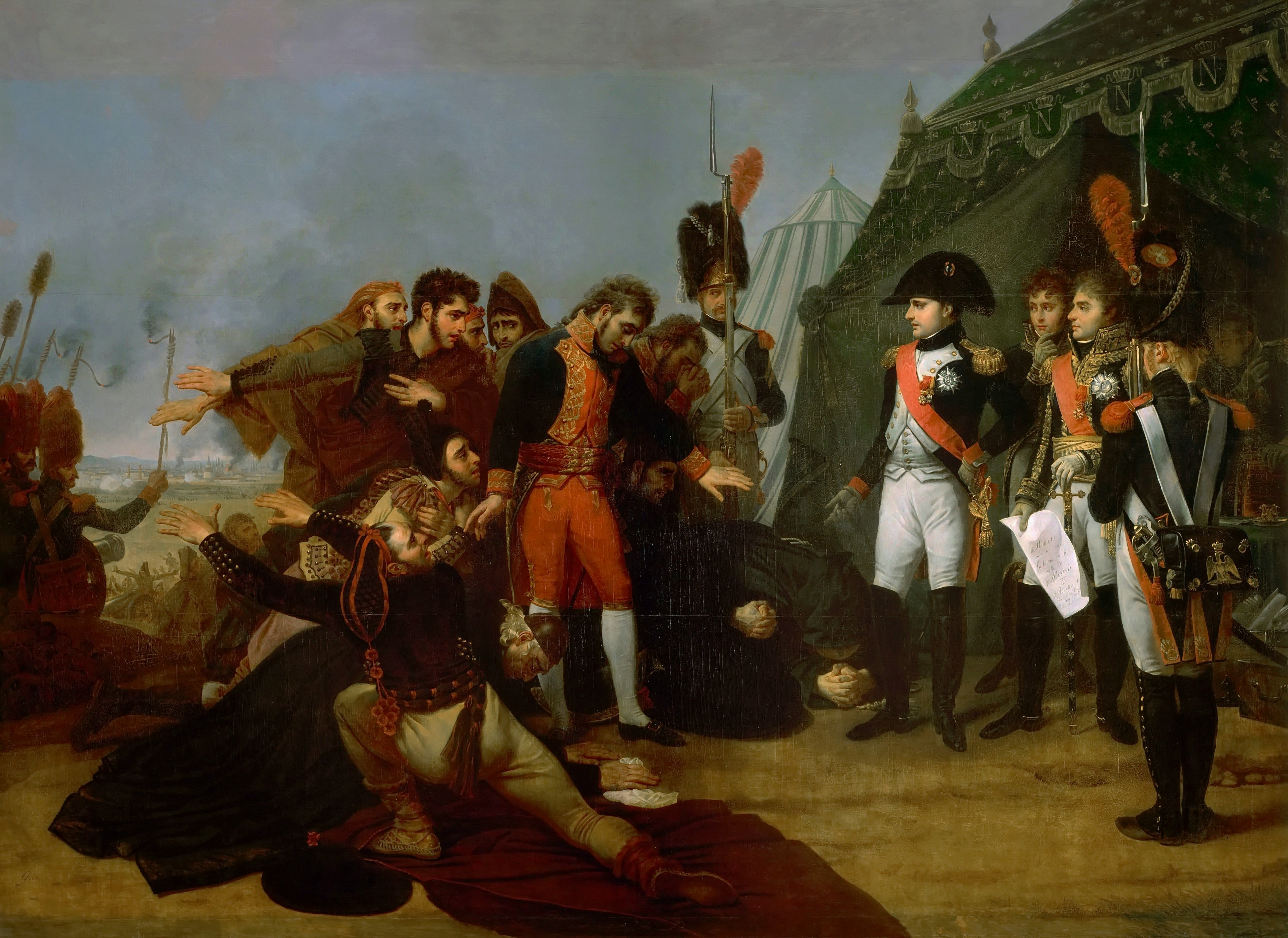
Die Kapitulation von Madrid von Antoine-Jean Gros, 1810, Öl auf Leinwand. Madrid fiel nach der Niederlage von Somosierra.

Napoleons Invasion Spanien endete letztlich in einem Erfolg, als die Franzosen Madrid besetzen konnten. Erst in der Schlacht bei Teugn-Hausen befehligte Napoleon wieder selbst.

### Madrid
San Juan führte seine Armee zurück nach Madrid. Obwohl der Sieg bei Somosierra eher das Ergebnis eines kombinierten Infanterie- und Kavallerieangriffs war, wobei die Infanterie die schwereren Kämpfe führte, legten spätere Berichte – einschließlich Napoleons eigenem – den ganzen Schwerpunkt auf die polnische Leistung. San Juan wurde später von seinen eigenen Männern getötet. Französische Patrouillen erreichten am 1. Dezember den Stadtrand von Madrid. Die Junta unternahm einen halbherzigen und vergeblichen Versuch, die Hauptstadt zu verteidigen, und am 4. Dezember brachte ein verheerendes französisches Artillerie-Sperrfeuer die spanischen Verteidigungsbemühungen zum Erliegen. Die verbleibenden 2.500 spanischen Soldaten ergaben sich, die 20.000 Zivilisten unter ihrem Banner zerstreuten sich und die Franzosen marschierten zum zweiten Mal in diesem Jahr in Madrid ein.

## Gedenken

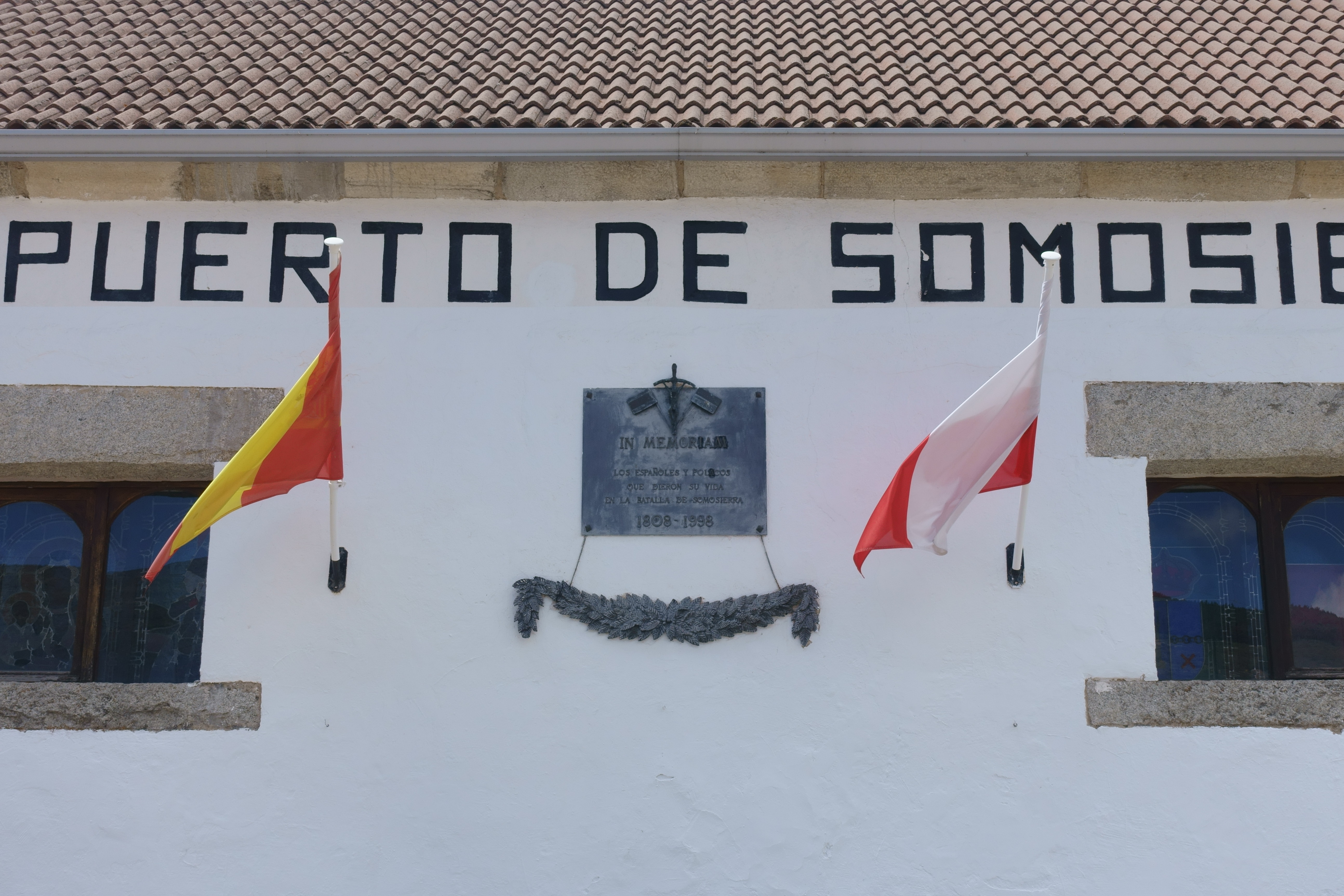
Gedenkplakette am Somosierra-Pass

Der Schlacht von Somosierra wird auf dem Grabmal des unbekannten Soldaten in Warschau durch die Inschrift „SOMOSIERRA 30 XI 1808“ gedacht. Außerdem befindet sich am Ort der Schlacht eine Gedenkplatte und die Bewohner der Ortschaft Gedenken am Jahrestag der Schlacht jährlich der Gefallenen.